# Ana Luisa Montufar
Ana Luisa Montufar Urrutia (sinh ngày 16 tháng 6 năm 1993) là một người mẫu, một nhà hoạt động vì môi trường người Guatemala. Cô từng thí sinh của cuộc thi sắc đẹp và trở thành người chiến thắng cuộc thi và được trao vương miện Hoa hậu Guatemala 2014, đại diện cho đất nước tham gia cuộc thi Hoa hậu Hoàn vũ 2014.

## Đầu đời
Ana đang làm việc cho nhà hoạt động môi trường ở Guatemala với danh hiệu Hoa hậu Trái Đất Guatemala 2011. Cô hiện cùng đang đảm trách công việc là một người mẫu.

## Các cuộc thi

### Hoa hậu Teen Guatemala 2011
Ana được trao vương miện Hoa hậu Teen Guatemala và trở thành Đại sứ Guatemala cho nữ hoàng thiếu niên trong nước.

### Hoa hậu Trái Đất Guatemala 2011
Ana được trao vương miện Hoa hậu Tierra Guatemala 2011 và tranh tài tại cuộc thi Hoa hậu Trái Đất 2011 ở Quezon, Philippines nhưng cô không lọt vào Top 16.

### Hoa hậu Guatemala 2014
Ana được trao vương miện Hoa hậu Guatemala 2014 và đại diện cho Ciudad Capital vào ngày 18 tháng 5 năm 2014. Cũng trong cuộc thi này, danh hiệu Á hậu thuộc về các thí sinh Keyla Lisbeth Bermudez và Claudia Herrera, đồng thời họ cũng được trao vương miện Hoa hậu Mundo Guatemala 2014 và Hoa hậu Quốc tế Guatemala 2014.

### Hoa hậu Hoàn vũ 2014
Ana đại diện cho Guatemala tham gia cuộc thi Hoa hậu Hoàn vũ 2014 được tổ chức vào ngày 25 tháng 1 năm 2015. Lần thi này cô cũng ra về tay trắng.